# Steinbeck an der Luhe
Steinbeck an der Luhe è una frazione (Ortsteil) del comune di Bispingen, nel land della Bassa Sassonia, in Germania.

## Storia
Già comune autonomo nel circondario di Soltau, fu soppresso e incorporato a Bispingen il 16 marzo 1974.